# Дом-музей Верико Анджапаридзе и Михаила Чиаурели
Дом-музей Верико Анджапаридзе и Михаила Чиаурели (груз. ვერიკო ანჯაფარიძისა და მიხეილ ჭიაურელის მუზეუმი) — учреждение культуры историко-театральной направленности.
Посвящён жизни и творчеству известных грузинских советских артистов Верико Анджапаридзе (1897—1987) и Михаила Чиаурели (1894—1974), истории и деятелям грузинского национального театра и кино. Расположен в Тбилиси, на улице Верико Анджапаридзе, д. 16.
Имеет статус недвижимого памятника культурного наследия.

## История
Здание музея было построено Михаилом Чиаурели в 1935 году на том месте, где состоялось его первое свидание (первый поцелуй) с Верико. Архитектурный проект он создал сам. Он принимал непосредственное участие в процессе строительства, а затем в обустройстве интерьера внутренних помещений. В том же доме у него была мастерская, где он проводил много времени.
Дом с давних пор был центром встреч людей искусства из СССР и стран дальнего зарубежья — кинематографистов, театральных артистов, художников. Здесь проводились вечера поэзии и камерной музыки, ставились спектакли.
Музей основан в 1992 году.
В 1987 году зять Чиаурели, Котэ Махарадзе, основал театр одного актера «Верико», художественным руководителем и актёром которого он был до конца жизни. Театр с 1996 года разместился в мемориальной квартире и занял два зала в музее Верико Анджапаридзе и Михаила Чиаурели. Часть экспозиции была изменена, но картины и фотографии, выставленные на стенах, сохранились.
С первых дней создания театра моноспектакли в нём ставили Котэ Махарадзе и его жена, Софико Чиаурели. В спектаклях принимали участие актёры Мурман Джинория, Георгий Гегечкор, Марина Джанашия, Дута Схиртладзе и другие. Среди поставленных спектаклей: «Обитель одиночества» (реж. Нана Мчедлидзе), «Царица-мать» (реж. Тенгиз Кошкадзе), «Султанана любви» (реж. Темур Чхеидзе), «Илья», «Багратионы», «Илья», «Багратионы», «Что разрушила вражда», «Пропавшие без вести», «Рождение планет», «Голова моя, судьба твоя не написана!», «Проснись, Кнаро», «Кармен!», «Ночь и попугай» (реж. Дмитрий Хвтисиашвили)), «Какая книга у нас была» (реж. Иване Хуцишвили), «Лифт», «Надим Великого Магистра» и другие. Через год после смерти Софико Чиаурели, в 2009 году, театр прекратил своё существование.

## Экспозиция
В экспозиции представлены фото- и видеоматериалы, сценические заметки, уникальные рукописи, афиши, зарисовки и скульптура. Основные материалы рассказывают о знаковых для грузинской культуры артистах Верико Анджапаридзе (1900—1987), Михаил Чиаурели (1894—1974), Софико Чиаурели (1937—2008) и Котэ Махарадзе (1926—2004).
В собрании музея более 12 000 экспонатов. Старый фотоаппарат на штативе при входе в музей, ему более 70 лет, и он стал символом семьи. Бывшая гостиная стала театральным залом, а затем вернула себе первоначальный вид. На одной из стен висит фотография Верико Анджапаридзе, её внук Николай Шенгелая разместил отреставрированную мебель такой, какой она была во времена его бабушки. На первом этаже пять комнат. Помимо спален членов семьи, здесь выделяются гостиная и кабинет Михаила Чиаурели. Центральным в кабинете Михаила Чиаурели является рояль.